# Forcipomyia tasmani
Forcipomyia tasmani är en tvåvingeart som beskrevs av John William Scott Macfie 1932. Forcipomyia tasmani ingår i släktet Forcipomyia och familjen svidknott. Inga underarter finns listade i Catalogue of Life.